# Memorial de Guerra del Cuerpo de Marines de Estados Unidos
El Memorial de Guerra del Cuerpo de Marines de Estados Unidos (del inglés: Marine Corps War Memorial); también llamado Memorial de Iwo Jima es una estatua conmemorativa militar situada a las afueras del Cementerio Nacional de Arlington, en Arlington, Virginia, Estados Unidos. La estatua está dedicada a todos los miembros del Cuerpo de Marines de los Estados Unidos que murieron por la defensa de su país desde 1775. El diseño de la escultura está basado en la icónica fotografía Alzando la bandera en Iwo Jima, tomada durante la Batalla de Iwo Jima por el fotógrafo de Associated Press Joe Rosenthal.
La estatua representa a los marines y el marinero que izaron la segunda bandera sobre el Monte Suribachi: el sargento Michael Strank, el cabo Harlon Block, los soldados de primera clase Franklin Sousley, Rene Gagnon e Ira Hayes y el enfermero John Bradley.

## Historia

Silueta de los seis hombres representados en la estatua.

En 1951 empezó el trabajo de crear un molde de bronce basado en la foto, siendo las siluetas de las personas de 9,8 metros (32 pies) de alto y el asta de la bandera de 18 metros (60 pies) de largo. La base de granito tiene dos inscripciones:
- «In honor and memory of the men of the United States Marine Corps who have given their lives to their country since 10 November 1775». (En honor y memoria de los hombres del Cuerpo de Marines de Estados Unidos que han dado las vidas por su país desde el 10 de noviembre de 1775).
- «Uncommon Valor Was a Common Virtue». (El valor insólito era una virtud común). Esto es un tributo del almirante Chester Nimitz a los combatientes de Iwo Jima.

El lugar y la fecha de cada conflicto en el que han participado los Marines está inscrito alrededor de la base del monumento. La base está hecha de diabasa de Lönsboda, una pequeña ciudad y cantera de una provincia del sur de Suecia.
El monumento fue oficialmente dedicado por el presidente Dwight D. Eisenhower el 10 de noviembre de 1954, el 179 aniversario del Cuerpo de Marines. En 1961, el presidente John F. Kennedy emitió un mandato ordenando que la bandera de los Estados Unidos ondease las veinticuatro horas del día, siendo uno de los pocos lugares oficiales donde esto es obligatorio.

## Esculturas similares
El molde original de la estatua se encuentra en Harlingen (Texas) en la Marine Military Academy, una academia militar privada para jóvenes inspirada en el Cuerpo de Marines. La academia también alberga la tumba del cabo Block, que resultó muerto en combate en Iwo Jima.
El Memorial Nacional de Iwo Jima de Newington (Connecticut) utiliza un diseño similar y está dedicado a los 6821 militares estadounidenses que murieron en la batalla.
También hay réplicas a escala en tres bases de los Marines: frente a la puerta de acceso principal de la Base del Cuerpo de Marines de Quantico, en el Marine Corps Recruit Depot Parris Island en Carolina del Sur y justo al entrar por la puerta principal en la Base del Cuerpo de Marines de Hawái, en Kāneʻohe Bay, Hawái.
Existe otra réplica en el Fall River Heritage State Park de Massachusetts.
Una versión del memorial dedicada en conmemoración del cincuenta aniversario de la Segunda Guerra Mundial se encuentra en el Knoebels Amusement Resort de Elysburg (Pensilvania).

## Número de manos
Hay doce manos en la escultura que corresponden a las seis personas representadas. Un rumor sugería la existencia de una mano adicional que habría sido tallada por el deseo del escultor de simbolizar al resto de Marines que hicieron el levantamiento de la bandera posible o a la mano de Dios. Cuando se le informó del rumor, de Weldon exclamó: «Thirteen hands. Who needs thirteen hands? Twelve were enough». (Trece manos. ¿Quién necesita trece manos? Doce eran suficientes).

## Imágenes

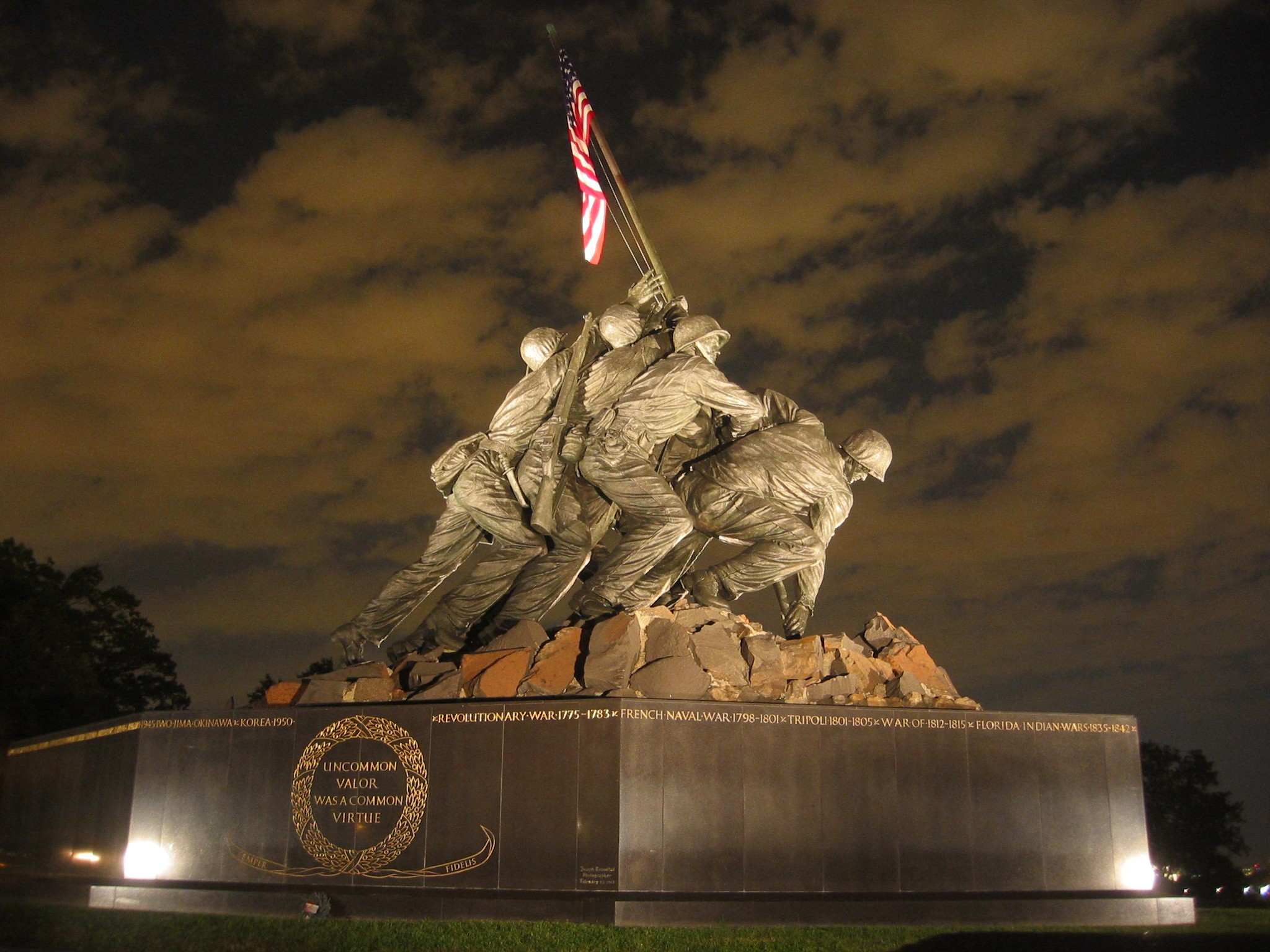
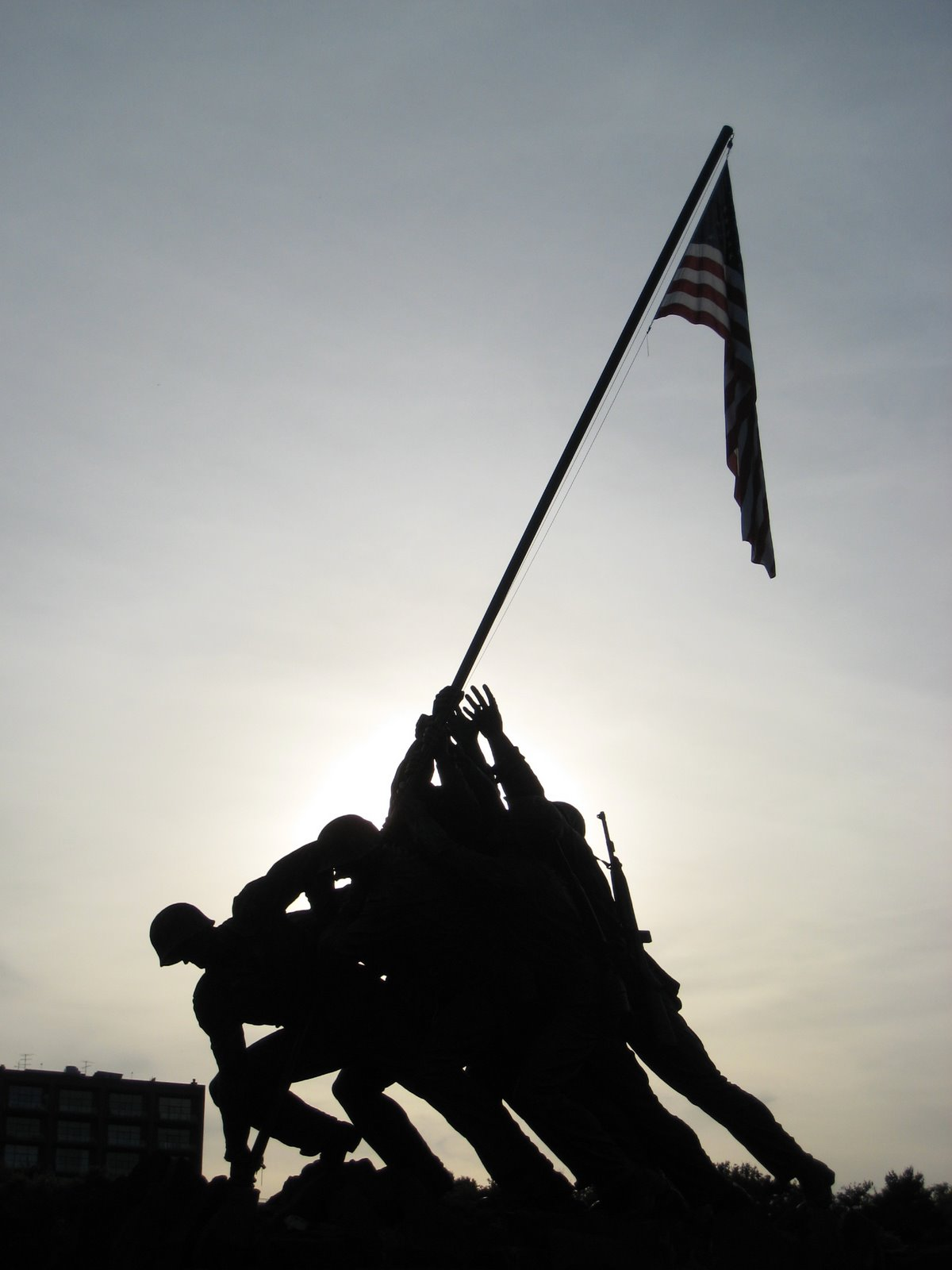
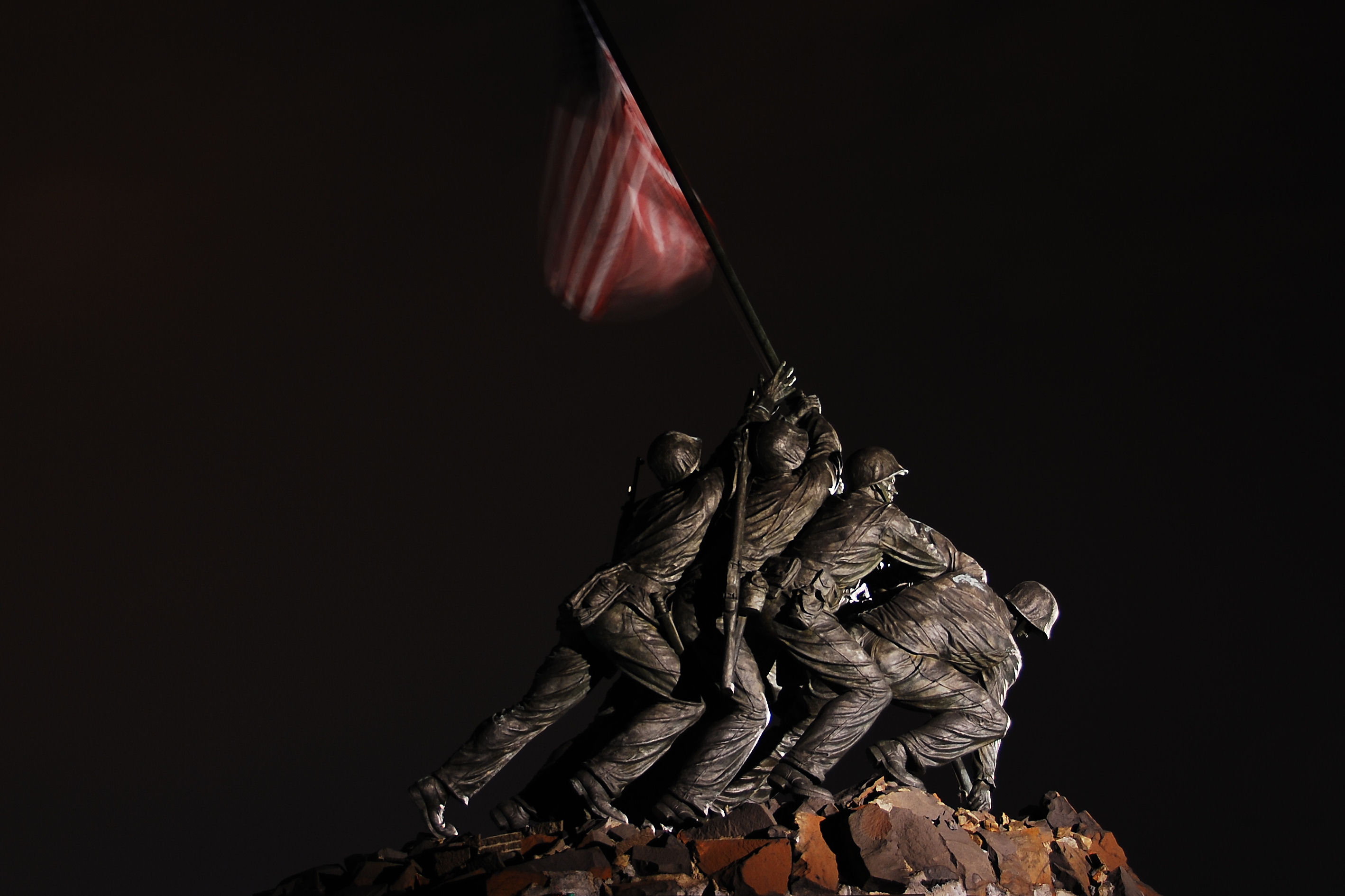
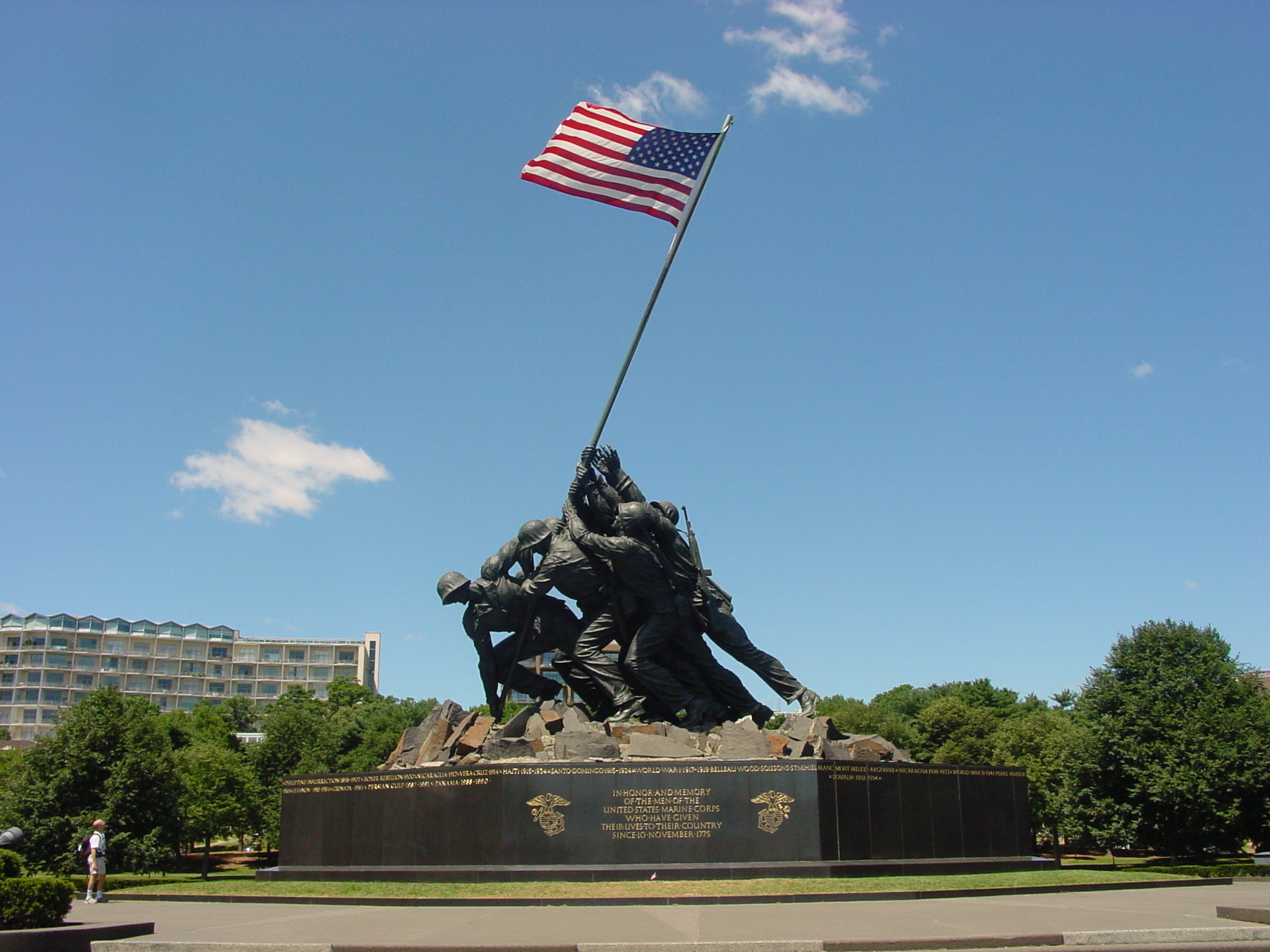
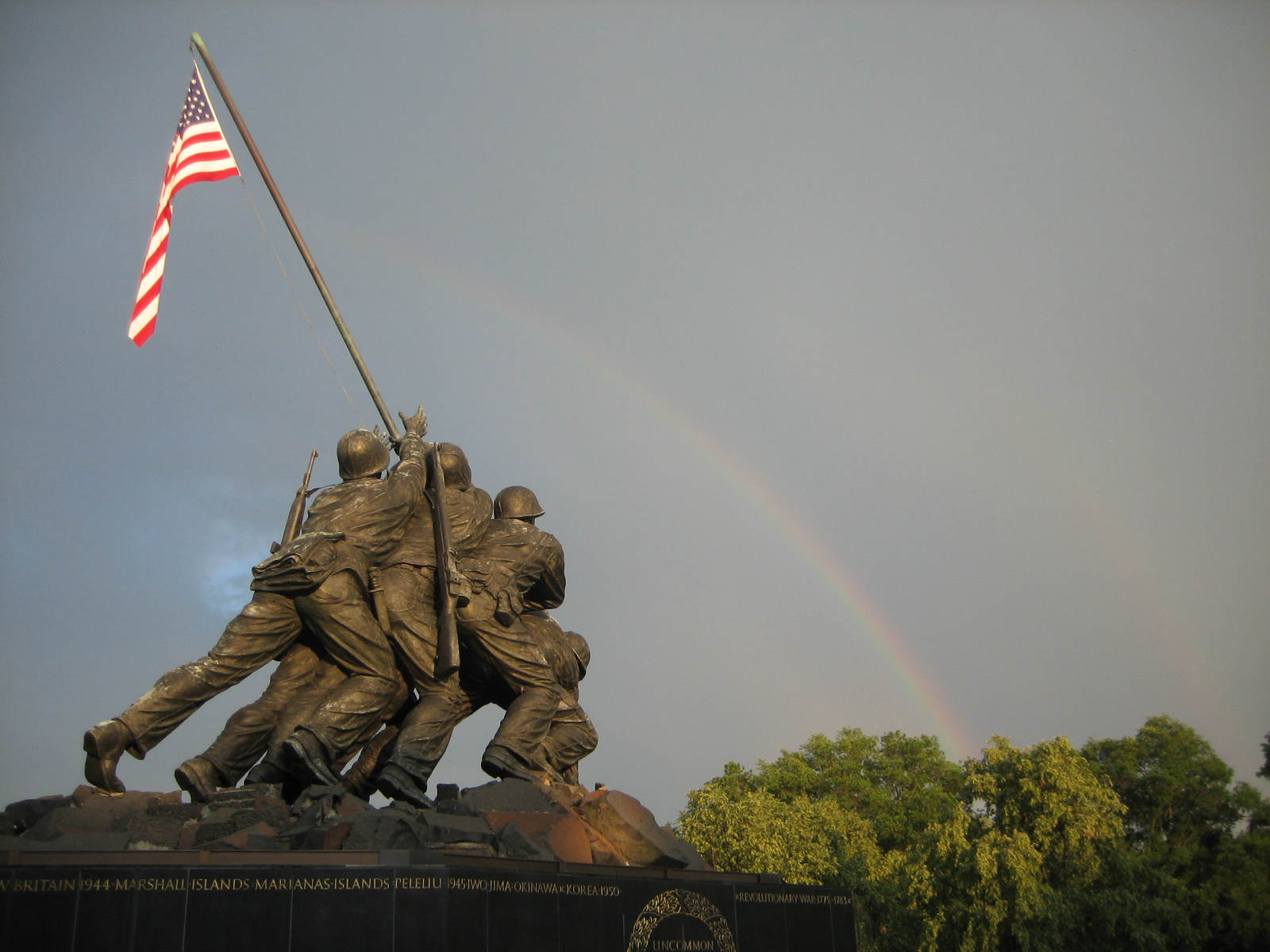
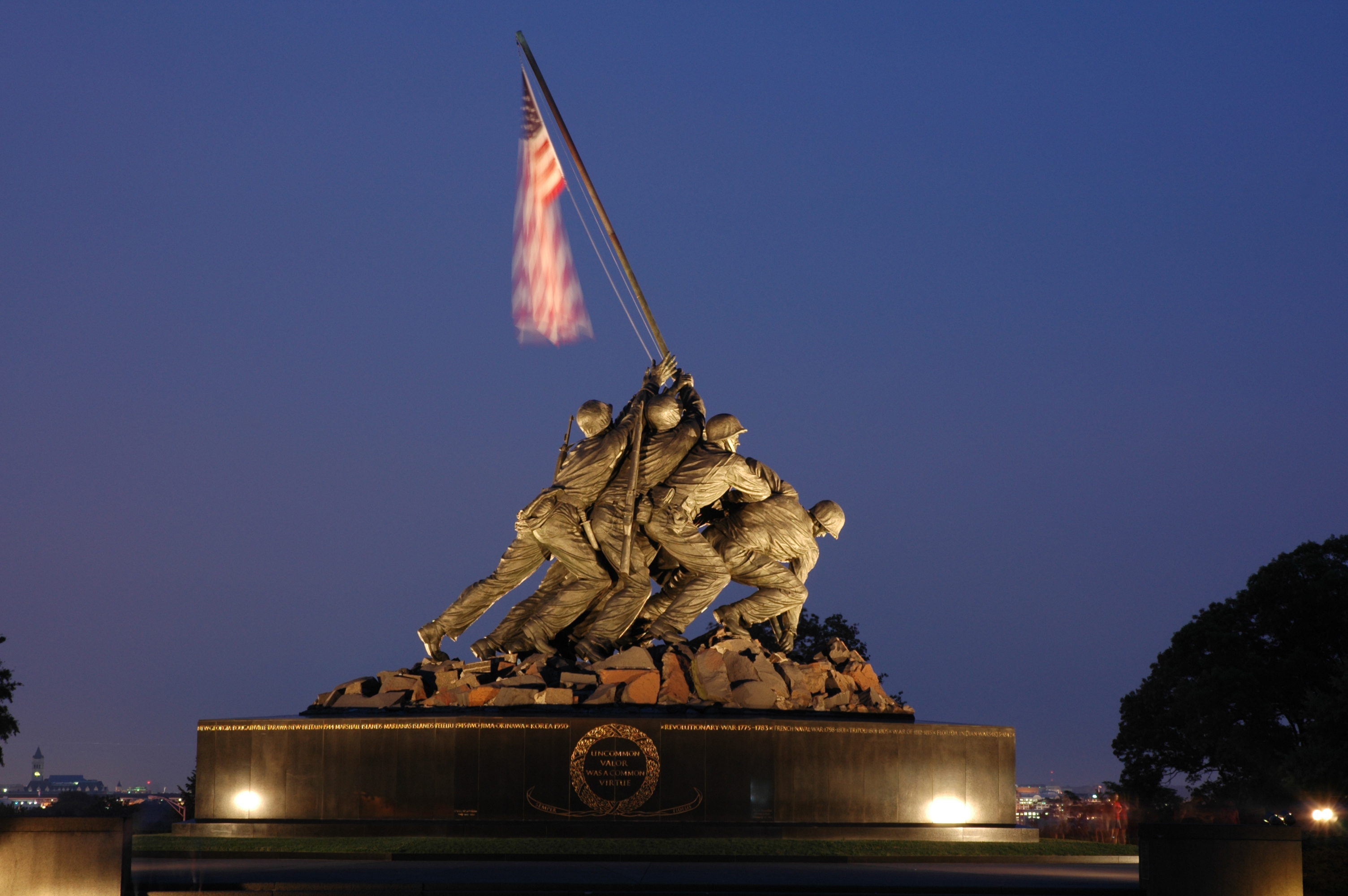
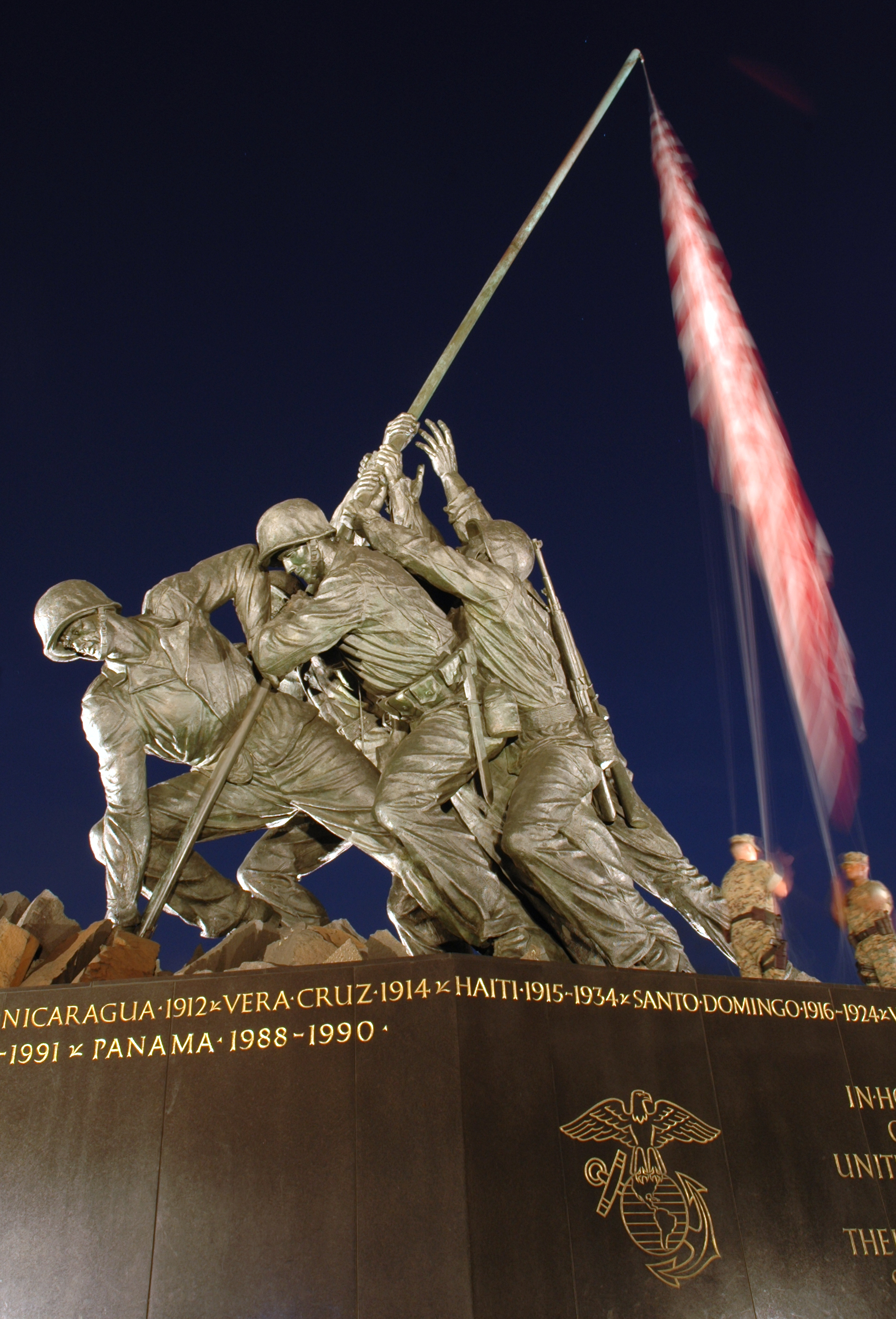
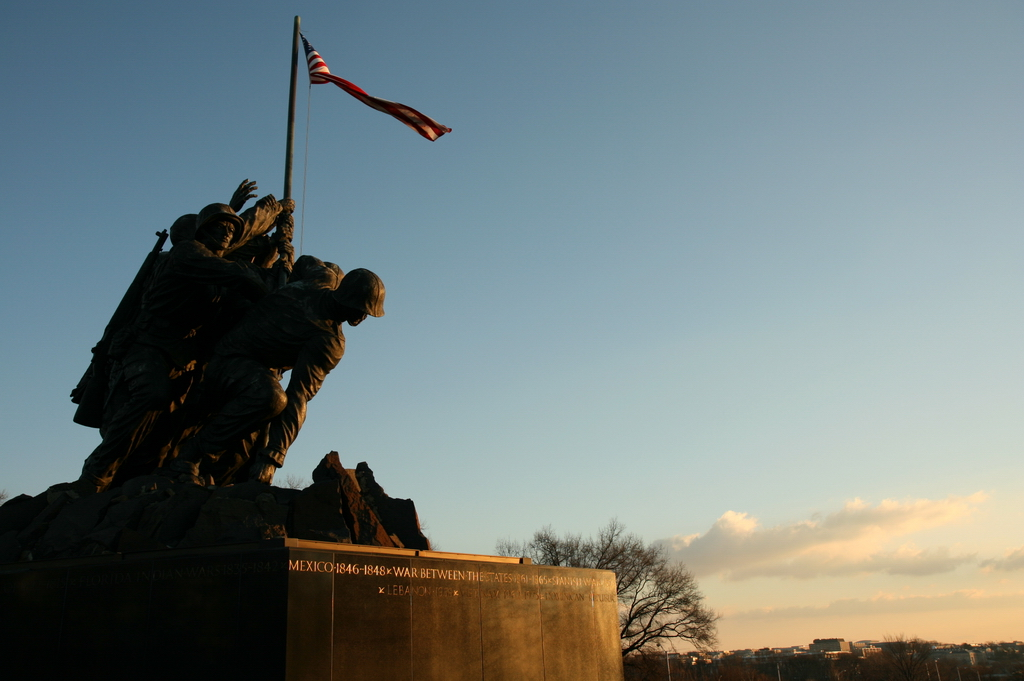
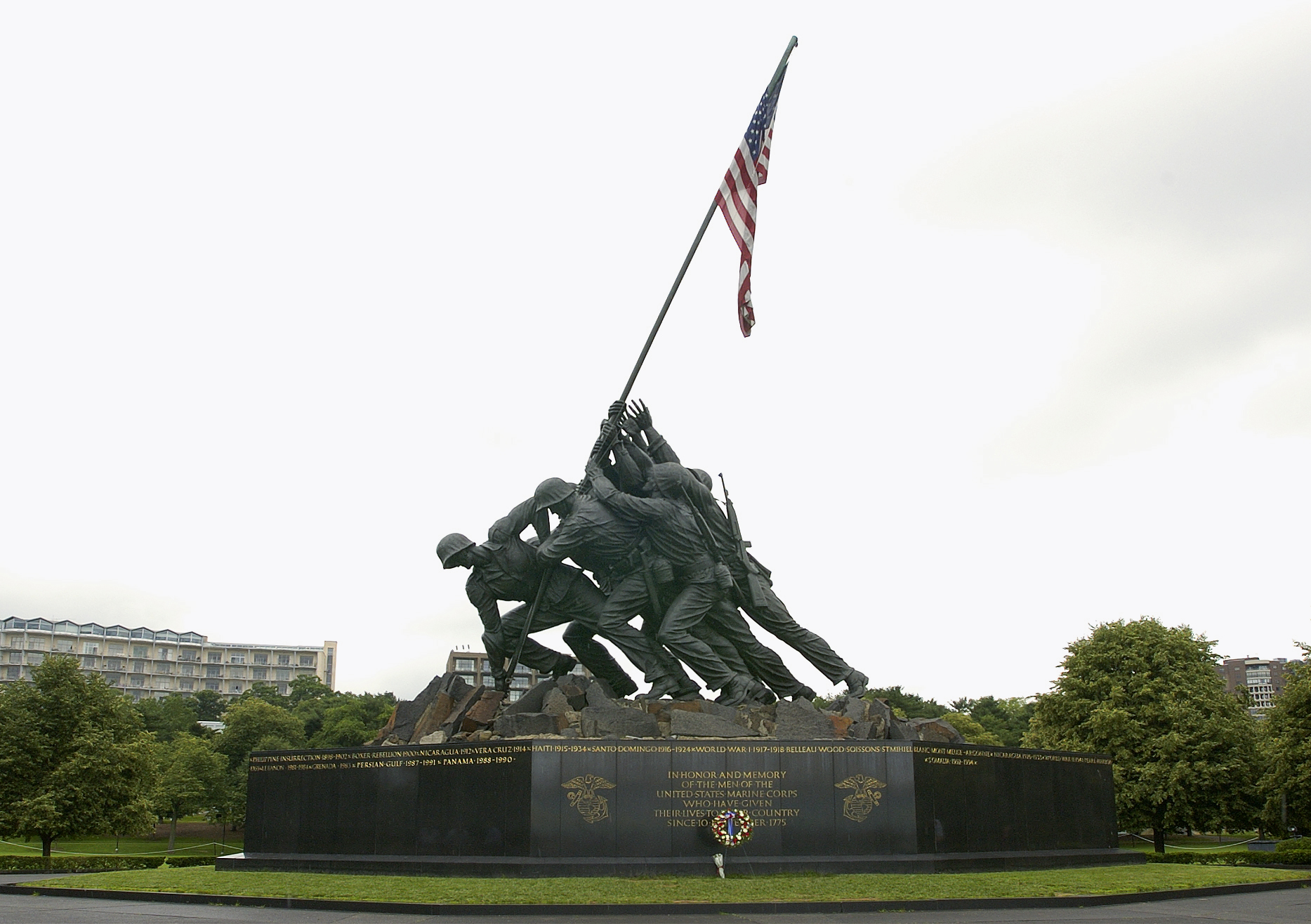
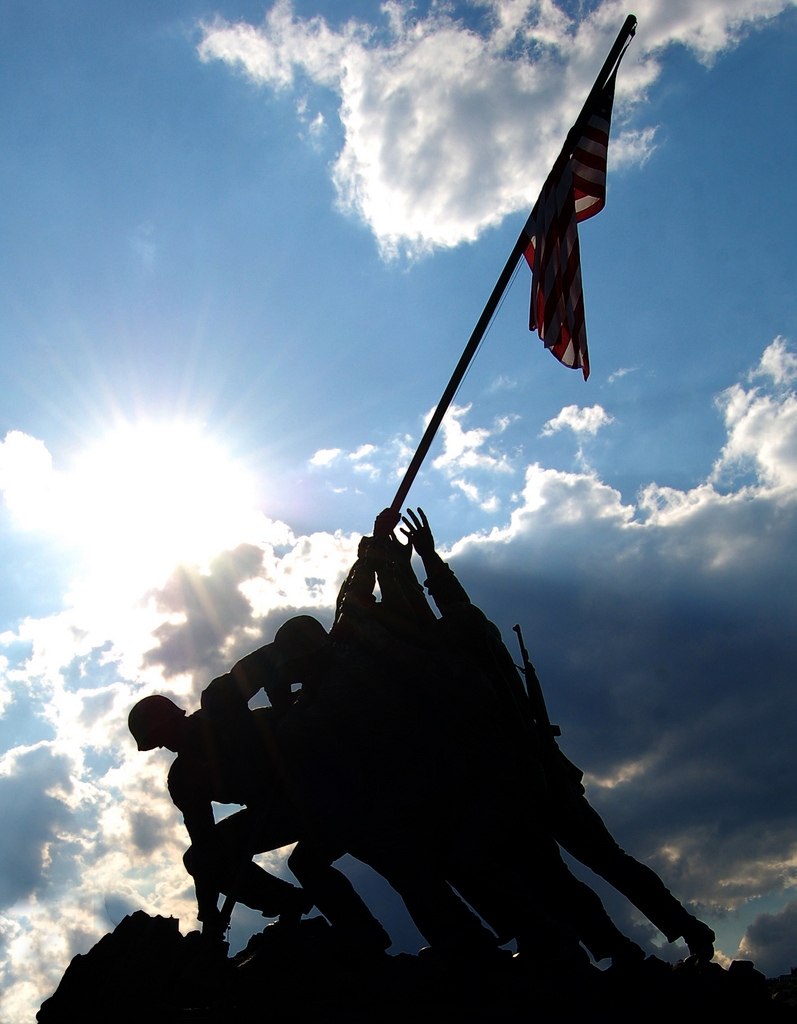